# Ludwig (filme)
Ludwig (bra: Ludwig - A Paixão de um Rei; prt: Ludwig) é um filme de drama épico e biográfico de 1973, sobre o "Rei Louco" Ludwig II, que governou a Baviera de 1864 a 1886. Dirigido e co-escrito por Luchino Visconti, é estrelado por Helmut Berger no papel de Ludwig e Romy Schneider como Imperatriz Elisabeth da Áustria (reprisando seu papel no filme Sissi de 1955 e suas duas sequências: Sissi - Die junge Kaiserin (1956), Sissi - Schicksalsjahre einer Kaiserin (1957)), junto com Trevor Howard, Silvana Mangano, Helmut Griem e Gert Fröbe. Trata-se da terceira e última parte da "Trilogia Alemã" de Visconti - precedida por La caduta degli dei (que também foi estrelado por Berger e Griem) e Morte em Veneza.
Uma coprodução internacional (filmada em inglês) do produtor italiano Ugo Santalucia e do produtor da Alemanha Ocidental Dieter Giessler, Ludwig foi um dos filmes europeus mais caros da época e teve um sucesso moderado em seus territórios de origem, mas foi recebido de forma modesta nos Estados Unidos, onde uma versão de 177 minutos, fortemente truncada, foi lançada.
As filmagens ocorreram em Munique e arredores da Baviera, e nos Estúdios Cinecittà. Como indicado em seus créditos finais, o filme teve a distinção de apresentar uma performance de Franco Mannino na composição original para piano de Richard Wagner, intitulada Elegie in A Flat Major (composição inédita e obra final para piano do artista).
Existem pelo menos quatro versões diferentes do filme, que de acordo com o All Movie Guide "perde-se muito quando encurtado, pois cada momento é essencial para a história". O crítico de cinema alemão Wolfram Schütte escreveu que aqueles que viram a versão abreviada "não viram o filme".
A edição final feita por Visconti tinha mais de quatro horas de duração, o que os distribuidores do filme consideraram muito longo. Ludwig foi então encurtado para três horas na estreia em Bonn, em 18 de janeiro de 1973. O corte foi sem o consentimento de Visconti, mas o diretor, que estava com problemas de saúde após um derrame durante as filmagens, não conseguiu impedi-lo. A representação da homossexualidade de Ludwig causou controvérsia, particularmente na Baviera, onde o rei Ludwig era admirado por muitos conservadores. Entre os críticos estava o primeiro-ministro bávaro Franz Josef Strauss, que também esteve na estreia do filme. Os distribuidores temiam a controvérsia e mais 55 minutos foram cortados da versão de estreia, reduzindo o filme para duas horas. Cenas com insinuações homossexuais e alguns dos diálogos mais filosóficos incluídos foram cortados para torná-lo mais popular com o público mainstream.
Ludwig ganhou em duas categorias no Prêmio David di Donatello, de Melhor Filme e Melhor Diretor, e foi indicado ao Oscar de 1974 na categoria de melhor figurino. Helmut Berger e Romy Schneider receberam indicações ao German Film Award por sua atuação, e Berger ganhou um "Especial David di Donatello" por sua interpretação.
Em 1980, quatro anos após a morte de Visconti, seu editor original, Ruggero Mastroianni, e o roteirista Suso Cecchi d'Amico, o restaurou para a sua duração original de quatro horas. Esta versão teve sua estreia no Festival de Cinema de Veneza, também de 1980.

## Elenco
- Helmut Berger como Luís II da Baviera (ou Ludwig II)
- Romy Schneider como Isabel da Baviera, Imperatriz da Áustria
- Trevor Howard como Richard Wagner
- Silvana Mangano como Cosima von Bülow
- Gert Fröbe como Father Hoffmann
- Helmut Griem como Conde Dürckheim
- Umberto Orsini como Conde von Holnstein
- John Moulder-Brown como o Príncipe Oto da Baviera
- Izabella Teleżyńska como a Rainha Mãe, Maria da Prússia
- Sonia Petrovna como a Princesa Sofia
- Folker Bohnet como Josef Kainz
- Heinz Moog como o Professor Bernhard von Gudden
- Adriana Asti como Lila von Buliowski, atriz
- Marc Porel como Richard Hornig, criado de Ludwig
- Nora Ricci como a Condessa Ida Ferenczy
- Mark Burns como Hans von Bülow
- Alexander Allerson como o Secretário de Estado, Franz von Pfistermeister
- Kurt Großkurth como Ministro das Finanças, Adolph von Pfretzschner
- Maurizio Bonuglia como Mayer, servo de Ludwig
- Bert Bloch como Weber, servo de Ludwig
- Anne-Marie Hanschke como Princesa Ludovika, mãe de Elisabeth
- Gérard Herter como Príncipe Luitpold
- Jan Linhar como o duque Maximiliano Emanuel da Baviera
- Clara Moustawcesky como Princesa Helene
- Gernot Möhner como Karl Hesselschwerdt
- Wolfram Schaerf como o Conde von Crailsheim
- Karl-Heinz Peters como Washinton
- Gunnar Warner como o Príncipe Karl Theodor
- Raika Juri como Princesa Mathilde
- Clara Colosimo como a Madre Superiora
- Karl-Heinz Windhorst como Dr. Müller
- Friedrich von Ledebur como Hofmarschall von Halsen